# Collision Course (album)
Collision Course – zestaw CD/DVD wydany 30 listopada 2004 przez Jay-Z i zespół muzyczny Linkin Park. CD zawiera 6 nagrań będących mieszanką utworów obu wykonawców (tzw. Mash-up), a DVD wideo pokazujące od kuchni nagrywanie albumu oraz cały koncert live w lokalu The Roxy. Dołączono także pięć fragmentów koncertu pokazywanych w programie MTV Ultimate Mash-Ups i galerię zdjęć.

## CD
1. „Dirt off Your Shoulder/Lying from You”
2. „Big Pimpin'/Papercut”
3. „Jigga What/Faint”
4. „Numb/Encore”
5. „Izzo/In the End”
6. „Points of Authority/99 Problems/One Step Closer"

## DVD
1. „Intro”
2. „In the Studio”
3. „Jay-Z Arrives”
4. „Rehearsal”
5. „Sound Check”
6. „Dirt Off Your Shoulder/Lying from You [Live][Multimedia Track]”
7. „Big Pimpin'/Papercut [Live]”
8. „Jigga What/Faint [Live]”
9. „Numb/Encore [Live]”
10. „Izzo/In the End [Live]”
11. „Points of Authority/99 Problems/One Step Closer [Live]”
12. „End Credits”
13. „It's Goin' Down  [Live on mtv ultimate mash-ups]”
14. „Dirt Off Your Shoulder/Lying From You  [Live on mtv ultimate mash-ups]”
15. „Jigga What/Faint  [Live on mtv ultimate mash-ups]”
16. „Numb/Encore  [Live on mtv ultimate mash-ups]”
17. „Points Of Authority/99 Problems/One Step Closer  [Live on mtv ultimate mash-ups]”
18. „Photo Gallery"

## Status płyty
- Złoto – 21 lutego 2005
- Platyna – 21 marca 2005